# Gundheim
Gundheim ist eine Ortsgemeinde im Landkreis Alzey-Worms in Rheinland-Pfalz. Sie gehört der Verbandsgemeinde Wonnegau an.

## Geographie
Der Weinbauort liegt in Rheinhessen. Zu Gundheim gehört auch der Wohnplatz „Rebschule“.
Nachbargemeinden bzw. Ortschaften sind: Westhofen, Worms-Abenheim, Mörstadt, Flörsheim-Dalsheim und Bermersheim.

## Geschichte
Die älteste erhaltene Erwähnung von Gundheim, als Guntheim, stammt von 774 und findet sich in einer Schenkungsurkunde für das Reichskloster Lorsch. Die älteste Erwähnung der in geringen Resten erhaltene Gundheimer Burg stammt von 1276. Das Kloster Otterberg war im Ort begütert. Im 15. Jahrhundert kam der Ort in den Besitz von Kurpfalz, Orts- und Burgherren waren die Obersteiner. Nach deren Aussterben belehnte Kurfürst Johann Wilhelm 1699 den Freiherren Johann Erwin von Greiffenclau zu Vollraths mit Dorf, Vogtei und Gericht Gundheim. Diese Familie blieb dann bis zum Ende des 18. Jahrhunderts im Lehensbesitz des Dorfes. Die Burg wurde im 17. Jahrhundert endgültig zerstört, nachdem sie schon 1547, im Schmalkaldischen Krieg schwer gelitten hatte. Als Ersatz entstand im 18. Jahrhundert der Pfälzer Hof, später Gemeindeverwaltung und Schulhaus, heute Heimatmuseum.
Nach der Einnahme des Linken Rheinufers durch französische Revolutionstruppen (1794) gehörte Gundheim von 1798 bis 1814 zum Kanton Pfeddersheim im Departement Donnersberg. Aufgrund der auf dem Wiener Kongress (1815) getroffenen Vereinbarungen kam die Region Rheinhessen und damit auch Gundheim 1816 zum Großherzogtum Hessen. Nach der Auflösung der rheinhessischen Kantone kam der Ort 1835 zum neu errichteten Kreis Worms, zu dem er bis 1969 gehörte.
Von 1903 bis 1968 war Gundheim Endpunkt der Bahnstrecke Worms–Gundheim. Der Personenverkehr wurde allerdings schon 1961 eingestellt.

## Politik

### Gemeinderat

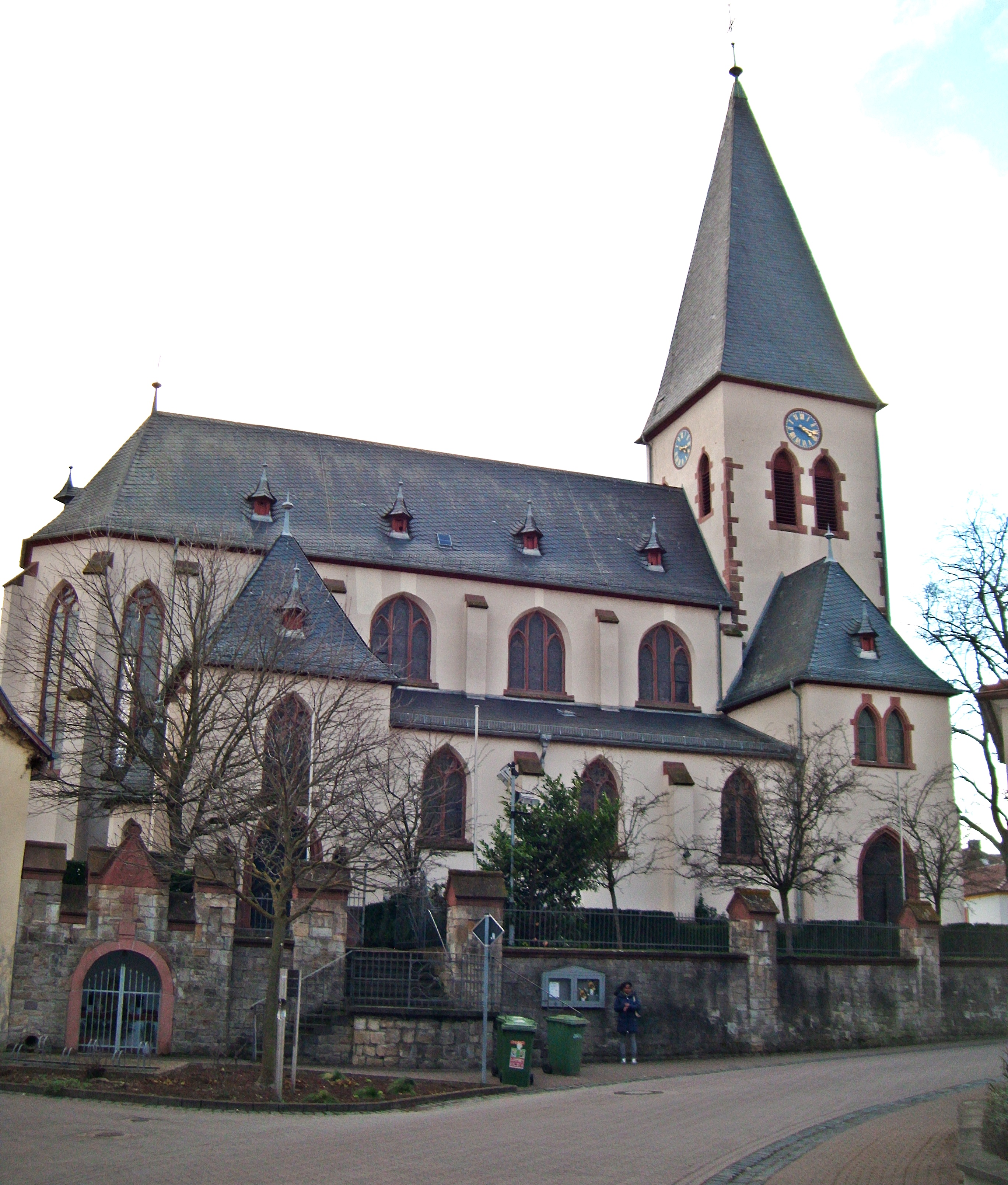
Kath. Pfarrkirche St. Laurentius

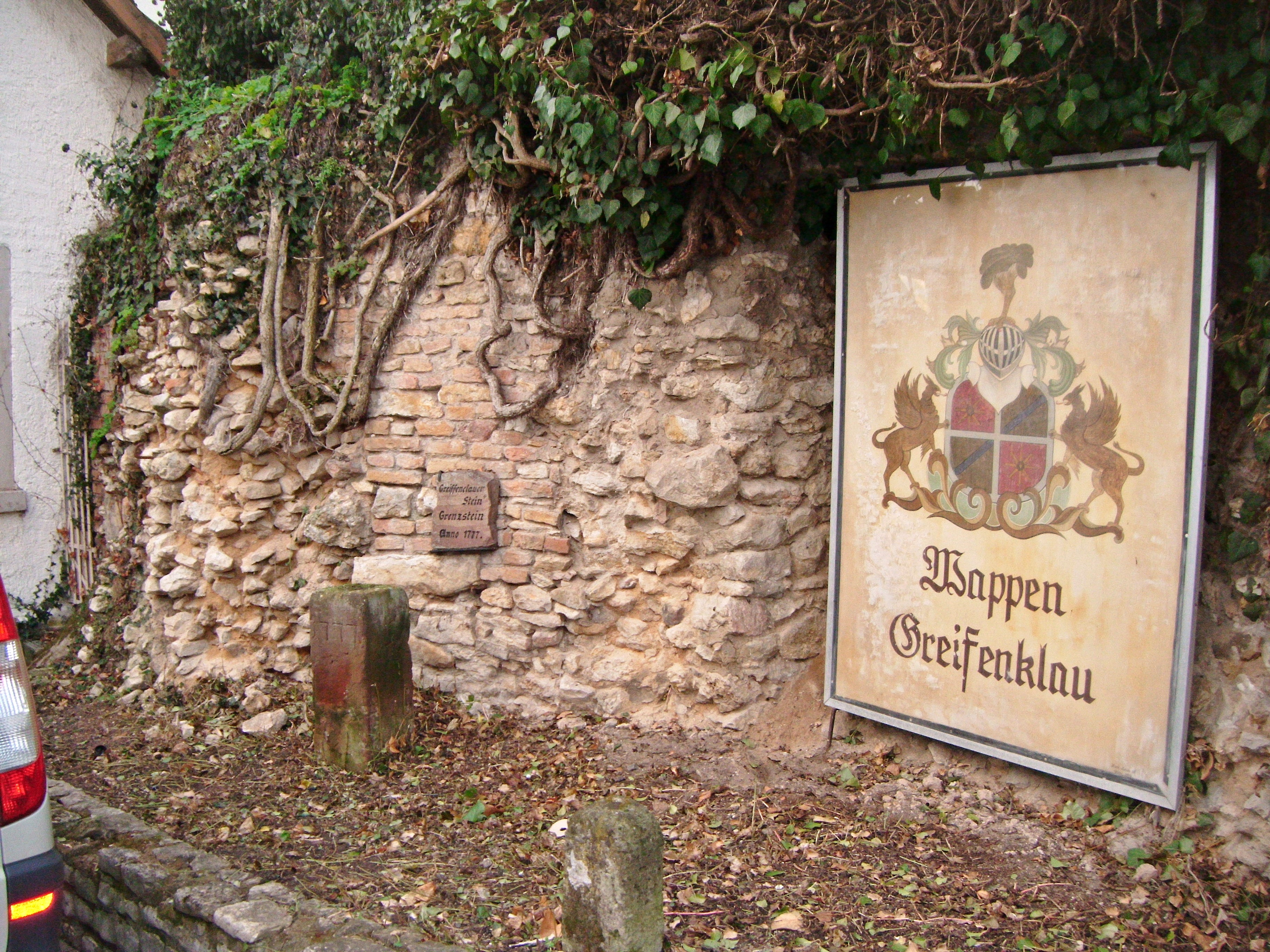
Mauerreste der Burg

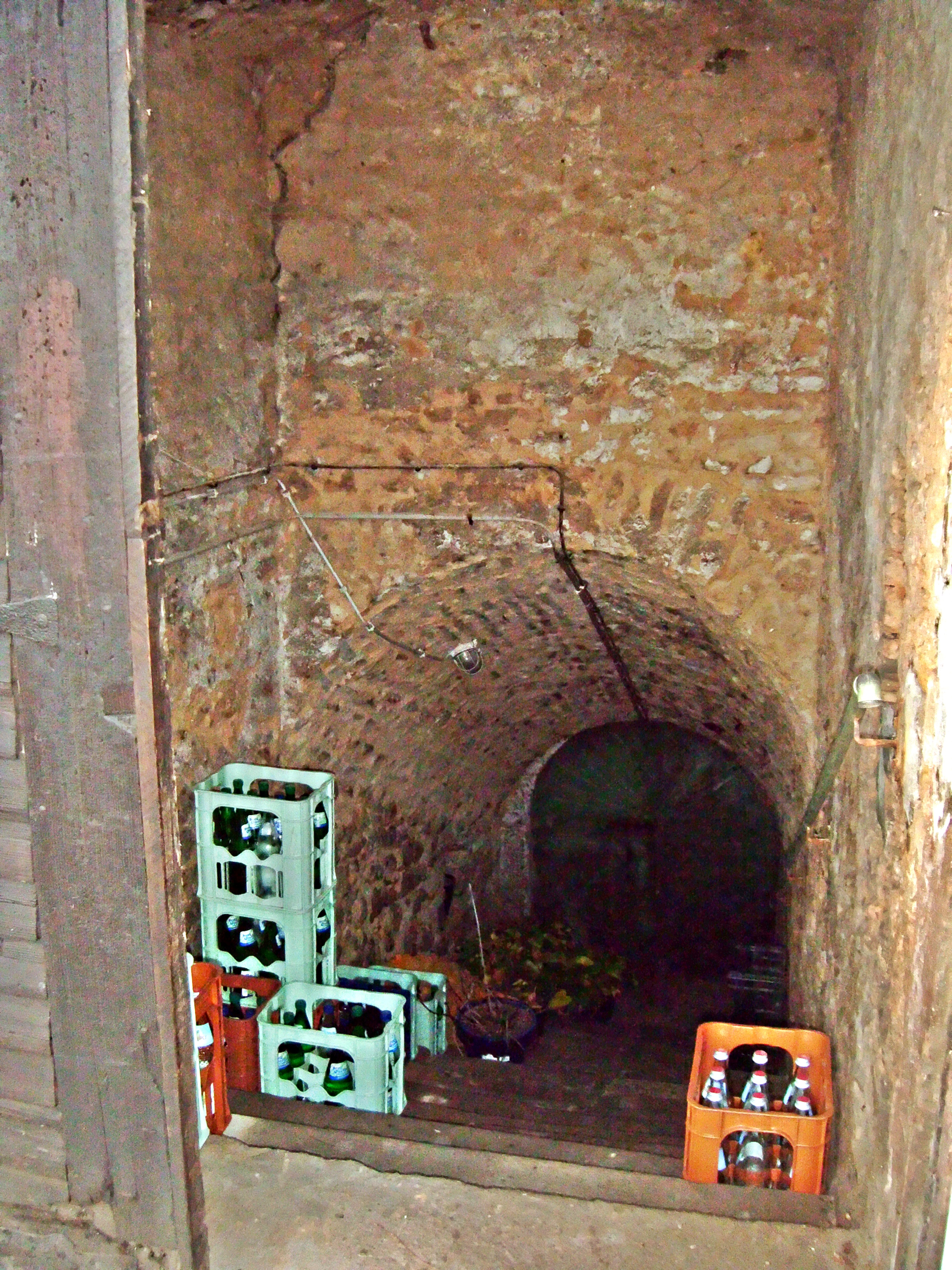
Eingang Burgkeller

Der Gemeinderat in Gundheim besteht aus zwölf Ratsmitgliedern, die bei der Kommunalwahl am 9. Juni 2024 in einer personalisierten Verhältniswahl gewählt wurden, und dem ehrenamtlichen Ortsbürgermeister als Vorsitzendem.
Die Sitzverteilung im Gemeinderat:
| Wahl | SPD | CDU | FWG | PRO * | Gesamt   |
| ---- | --- | --- | --- | ----- | -------- |
| 2024 | 3   | 5   | –   | 4     | 12 Sitze |
| 2019 | 3   | 5   | 4   | –     | 12 Sitze |
| 2014 | 3   | 6   | 3   | –     | 12 Sitze |
| 2009 | 4   | 5   | 3   | –     | 12 Sitze |
| 2004 | 3   | 7   | 2   | –     | 12 Sitze |

### Bürgermeister
Markus Osadschy (CDU) wurde am 15. Juli 2024 Ortsbürgermeister von Gundheim. Bei einer Stichwahl am 23. Juni 2024 hatte er sich mit einem Stimmenanteil von 52,5 % durchgesetzt, nachdem bei der Direktwahl am 9. Juni keiner der ursprünglich drei Bewerber eine ausreichende Mehrheit erreicht hatte.
Osadschys Vorgänger Michael Leidemer (CDU) hatte das Amt 2019 als Nachfolger von Dieter Gutzler übernommen, der nicht mehr kandidiert hatte, und trat selbst 2024 nicht erneut an.

### Wappen
| Wappen von Gundheim | Blasonierung: „In Blau eine goldene rotbewehrte Greifenklaue.“ |
| Wappen von Gundheim | Wappenbegründung: Das Wappen begründet sich nach dem Adelsgeschlecht der Greiffenclau zu Vollraths, die Gundheim im Jahr 1699 zum Lehen erhielten. Die Helmzier der Familie war eine goldene Greifenklaue mit silbern-blauer Befiederung. Das Wappen wurde am 19. November 1930, mit Urkunde vom Hessischen Minister des Inneren in Darmstadt genehmigt. |

## Weinlagen
Bekannte Gundheimer Einzellagen der Großlage Bergkloster im „Bereich Wonnegau“ des Weinbaugebiets Rheinhessen sind:
- Hungerbiene
- Mandelbrunnen
- Sonnenberg

## Persönlichkeiten
- Andreas von Oberstein (1533–1603), Domdekan und bedeutender Reformer in Speyer